# Karl Cappe
Georg Philipp Ludwig Karl Cappe (geboren 29. Juli 1770 in Herchenhain; gestorben 4. März 1833 in Krefeld) war preußischer Landrat des Kreises Krefeld von 1817 bis 1832.

## Leben
Der Protestant Karl Cappe war der Sohn des Pfarrers Ludwig Cappe und dessen Ehefrau Auguste. 1796 heiratete er in Friedberg mit Charlotte Katharina von Helmolt (geboren 6. Dezember 1769 in Friedberg; gestorben 4. April 1850 in Krefeld) die Tochter des Friedberger Postmeisters Jakob Ludwig von Helmolt aus dessen Ehe mit Maria von Helmolt, geborene Venator.
Nach einer augenscheinlich juristischen Ausbildung wurde Cappe am 16. Januar 1793 als Advokat und Prokurator in Friedberg verpflichtet, zum 1. September 1795 trat er dann in den Dienst des Grafen Christian Carl von Alt-Leiningen-Westerburg. 1806 übernahm er als Administrator (Verwalter)  die Grafschaften Westerburg, Schadeck und Runkel innerhalb des neu gebildeten Großherzogtum Berg, bevor er mit Ende des Jahres 1809 die Stellung eines Divisionschefs bei der Präfektur des auf dem Gebiet des ehemaligen Herzogtum Berg neu errichteten Rhein-Departements mit der Zuständigkeit für die Polizei- und Militärangelegenheiten antrat. Während dieser Übergangsphase vor dem Ende der Napoleonischen Herrschaft nahm er als letzte Funktion im Jahr 1813 die des Kreisdirektors in Wipperfürth ein.
Mit dem Übergang an das Königreich Preußen und der Bildung der neuen Kreise erhielt Cappe am 1. Mai 1816 zunächst die Verwaltung des Kreis Mettmann als landrätlicher Kommissar. Mit Anfang 1817 und in Nachfolge von Friedrich Heydweiller wechselte er dann nach Krefeld. Dort trat er zum 1. November und mit Dimissoriale vom 8. Oktober 1832 in den Ruhestand, nachdem vom 2. Juni bis 20. August bereits der Kreisdeputierte Franz von Rigal und von August bis September 1832 Jakob Benjamin Heydweiller seine Amtsgeschäfte vertretungs- bzw. auftragsweise wahrnahmen. Ab dem 3. September 1832 übernahm schließlich Konrad Melsbach die Verwaltung des Kreis Krefeld.